# Retragere

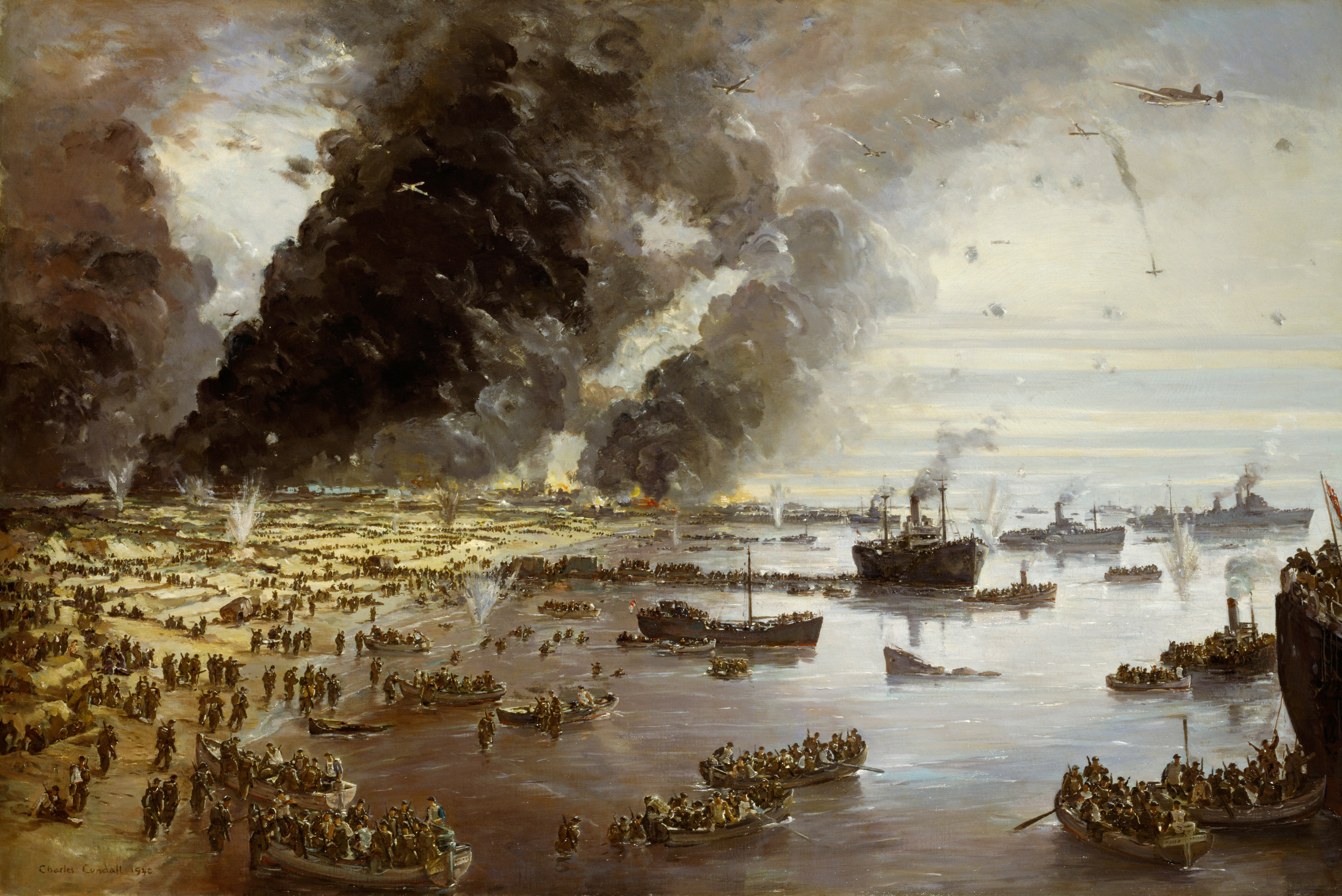
Retragerea trupelor britanice din Dunkerque, iunie 1940

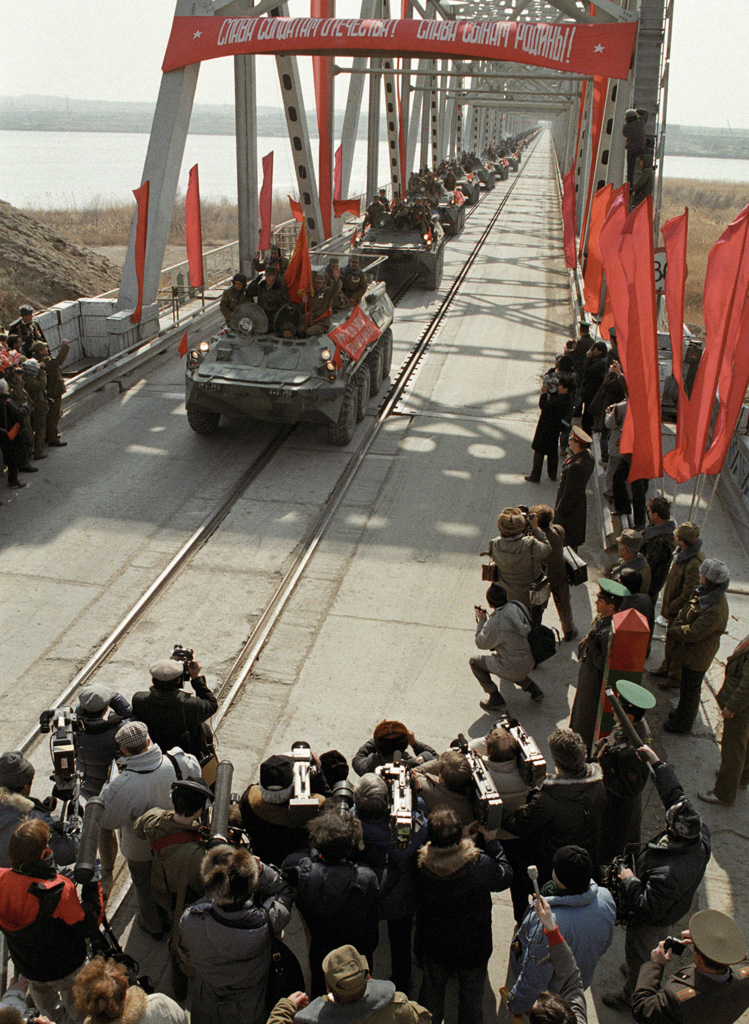
Retragerea trupelor sovietice din Afghanistan, 1 octombrie 1989

Retragerea este o operațiune militară, în care forțele armate se retrag/părăsesc câmpul luptei/frontul, dar totuși păstrează contactul cu inamicul. O retragere poate fi realizată ca parte a unei rechemări generale, pentru consolidarea forțelor, ocuparea unui teren, care este mai ușor de apărat, sau pentru a conduce inamicul într-o ambuscadă. Aceasta este considerată drept o operațiune relativ riscantă, care necesită disciplină pentru a păstra-o de la transformarea într-o debandadă generală sau cel puțin de a nu produce daune grave moralului armatei.
Dicționarul explicativ al limbii române astfel definește retragerea: Formă de acțiune de luptă constând în cedarea unei fâșii de teren pentru a scoate trupele proprii dintr-o situație nefavorabilă și în plasarea lor mai înapoi, pe o poziție mai avantajoasă. 